# Kronvalds Park
Der Kronvalds Park, ursprünglich Strēlnieku dārzs (Schützengarten), ist ein Teil der Grünanlagen des alten Rigaer Kanalufers. Der Stadtkanal teilt den Park in zwei Teile. Die Anlage wurde nach Atis Kronvalds erst Kronvalds Garten und in der Sowjetzeit Kronvalda Parks benannt.